# Museo de la Alubia
El Museo de la Alubia está ubicado en el municipio de La Bañeza (León). Representa la historia de la alubia desde la antigüedad y sus prácticas agrícolas, plantación, cuidados y recolección de esta leguminosa. Muestra los aperos y maquinaría necesarios para sacar adelante la producción, así como variedades de alubias de la zona y de otras partes de España.

## El museo
El Museo de la Alubia abrió sus puertas con el objetivo de dar a conocer las prácticas agrícolas de los últimos siglos, aperos, utensilios y maquinaria, en especial la relacionada con en el cultivo de la alubia, utilizando para ello fotografías, paneles explicativos, audiovisuales y maquetas en miniatura. Nace con una vocación divulgativa y didáctica de los trabajos del campo a las nuevas generaciones.   
El Museo de la Alubia es propiedad del Consejo Regulador Alubia de La Bañeza-León y figura en el Registro de Museos y Colecciones Museográficas de Castilla y León, en la categoría de Colección Museográfica, tras el informe favorable emitido por el Consejo de Museos de Castilla y León en su reunión del 7 de abril de 2007.
El Museo está incluido dentro de la categoría de Ciencia y tecnología, ciencias naturales, historia natural y otros. Siendo el primer Museo de la alubia de España.
El espacio museístico se debe a que esta leguminosa es el producto estrella de la zona y uno de los que más riqueza aporta a la producción agrícola de la comarca. La IGP de La Bañeza-León se aprobó en 2005.

## La sede
El edificio que alberga la sede del Museo de la Alubia es una antigua nave de Renfe que mantiene su estructura original. La entrada al museo recrea el exterior de una típica casa de labranza leonesa. Con anterioridad al establecimiento del museo este edificio se utilizó como almacén de alubias.
En el mismo edificio está ubicada, también, la sede del Consejo Regulador de la IGP Alubia de La Bañeza – León.

## La colección
El Museo presenta una exposición permanente formada por una colección de aperos y maquinaría como, el arado de vertedera, fijo y tiba, grada, máquina de sembrar, la tabla -”que facilitaba el brote de la planta-”, mullidora, trillo, una noria, una máquina aventadora, sulfatadores de sólidos y de líquidos, cerandas, horcas y una retranca. Los fondos de la colección exhibida son privados. 
Se exhibe una exposición de alubias de las variedades que se cultivan en la provincia de León, y en especial las del consejo regulador, pinta, canela, plancheta y riñón, así como otras variedades cultivadas en otras zonas de España.